# エマール・プロパティーズ
エマール・プロパティーズ（英語: Emaar Properties、アラビア語: إعمار العقارية）は、アラブ首長国連邦の政府系不動産開発デベロッパーで、中東最大級の規模である。同社はドバイ金融市場に上場しており決算情報や不動産プロジェクトなどが公開されている。同社は通称、陸のエマールと呼ばれ、超高層ビル、複合商業施設、大規模娯楽施設、公共施設、公共建築物、住宅街、ホテル・リゾート開発、教育・医療施設の開発などの数千億から兆単位の建設物件をいくつも保有する。
また同国内にはナキールというライバル会社がある。
エマールはアラブ首長国連邦はもとより全世界の国々で大規模な開発を進めている。同社はアラブ首長国連邦、サウジアラビア、シリア、ヨルダン、レバノン、エジプト、モロッコ、アルジェリア、リビア、インド、パキスタン、トルコ、インドネシア、アメリカ、カナダ、イギリスに拠点を設けている。
また、サウジアラビアの強豪プロサッカーチーム、アル・ヒラルと5年間の戦略的パートナーシップ契約を結んでいる。

## 完成した有名な大規模物件
- ドバイ・モール
- ドバイマリーナ
- ブルジュ・ハリファ